# 极性 (物理学)
在物理学中，极性（英語：polarity）是指一个有两个可能的值的属性
- 電荷或为正电或为负电的电荷极性（英语：Electrical polarity）。
- 电路上两点间的電壓或电势差为正或为负的极性，取决于两点间谁有更高的電勢。
- 磁鐵的极性，分“南极”和“北极”。
- 自旋，量子力学中的实体对于给定方向或为平行或为反平行的极性。